# Elgersburg
Elgersburg è un comune di 1 210 abitanti della Turingia, in Germania.

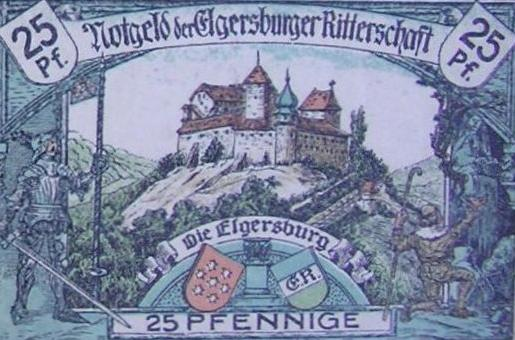
Die Elgersburg

Appartiene al circondario dell'Ilm (targa IK) ed è parte della comunità amministrativa (Verwaltungsgemeinschaft) di Geratal.